# Lynx de Sibérie
 (mars 2024).
Lynx lynx wrangeli
Sous-espèce
Le Lynx de Sibérie (Lynx lynx wrangeli) est une sous-espèce du Lynx boréal qui se rencontre dans l'Extrême-Orient russe, en Corée, en Mongolie et en Chine (Mandchourie et dans l'Est de la Mongolie intérieure ). Il vit dans les Monts Stanovoï et à l'est de la rivière Ienisseï. Il s'agirait de la deuxième sous-espèce la plus répandue du Lynx boréal[réf. nécessaire].